# August Kirstein
August Kirstein (teljes nevén August Josef Kirstein; magyarosan Kirstein Ágost(on); (Cosel, 1856. augusztus 21. - Bécs, 1939. június 7.) Magyarországon (Pécsett) és Csehországban is dolgozó osztrák építész.

## Életpályája
A sziléziai születésű Kirstein apja kőfargóként dolgozott a kölni dóm építésén. August Ratiborban végezte középiskoláit, majd két évet tanult a berlini Killmann und Heyden cégnél. Schmidt Frigyesnél tanult, akinek az irányítása alatt Kirstein vezette előbb a pécsi székesegyház restaurálását, majd még éveken át Pécsett dolgozott. 
1902-től Kirstein építette a brünni dómot (az ő  tervei alapján  készült el 1904 és 1909 között a templom mai külseje; ekkor épületek jellegzetes, 84 m magas tornyai is.   
Kirstein fejezte be a bécsi jubileumi templomot, amelyen 1921 és 1937 között dolgozott. 

### Pécsi művei
Schmidt Frigyes irányítása mellett, Dulánszky püspök környezetében Kirstein vezette a pécsi székesegyház restaurálását, 1881 és 1891 között. Ezen kívül Pécsett önállóan épített két kaszinóépületet, két iskolát, majd 1895-ben a Kereskedelmi- és Iparkamara Székházát (Perczel utca 20.). Az ő tervei szerint alakították át 1887 és 1891 között az irgalmas rendiek templomát is. A szakrális épület eklektikus stílusú homlokzata akkor kapta mai formáját.
A Pécsi Egyházmegyei Alapítványi Hivatal és Takarékpénztár épületét 1895-ben Kirstein tervezte.
A pécsi Schlauch Imre jó viszonyban volt a székesegyház átépítési munkálataira érkezett Schmidt-tanítvánnyal. munkakapcsolatba került Kirsteinnel. A közös munkáik sorát az irgalmas rend Gránátalma gyógyszertárának emeletráépítése és templomuk homlokzatának reneszánsz átalakítása nyitotta meg 1887 és 1891 között. Az 1795-ben felszámolt kapucinusok helyén megtelepedett, betegápolással foglalkozó rend számára építette fel Kirstein az Irgalmasok Igazságügyi Palotáját (Széchenyi tér 4-5./1889), és a Kossuth tér 1-3. számú kétemeletes bérházat (1891), egyaránt 80 000 Ft-os költséggel, továbbá 1889-ben a francia reneszánsz stílusú Székesegyházi Ének-és Zeneiskolát  is.
Kirstein tervezte a Pécs Egyházmegyei Alapítványi Hivatal és Takarékpénztár épületét (ma Csontváry Múzeum).
A Színház tér északi oldalán álló – többször átépített – épületet (Király u. 13.) a Pécsi Nemzeti Kaszinó használta 1839-től. Földszinti helyiségeiben a híres Nick-féle söröző az 1895-ös átalakításig működött. Az eredeti terveket Kirstein Ágoston készítette, ám mivel megvalósításuk túl sokba került volna, a kivitelező, Schlauch Imre e terveket átdolgozta és ezek  alapján 1895-ben eklektikus stílusú épület valósult meg.

## Galéria

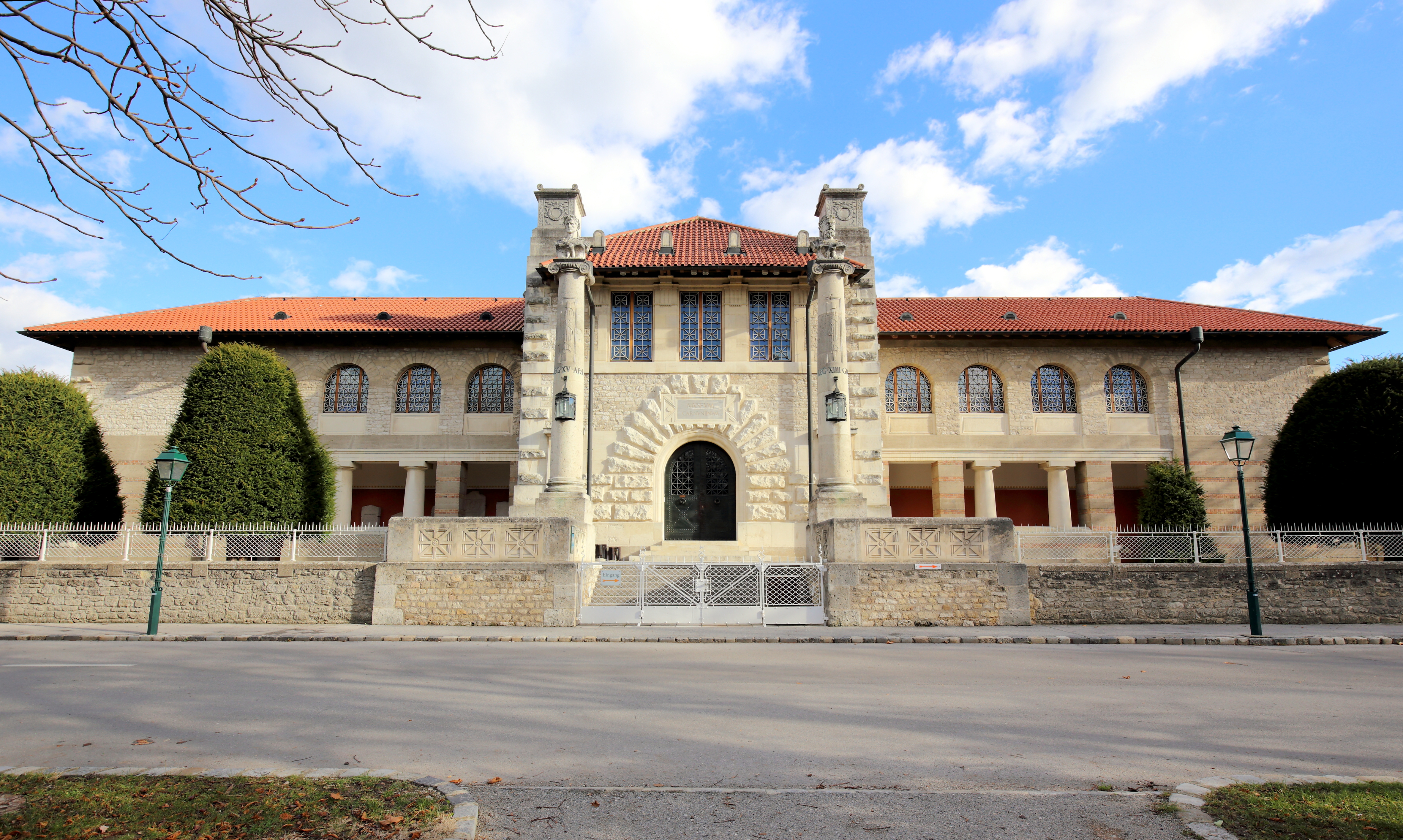
A Römermuseum Bad Deutsch-Altenburgban (1901–1904)
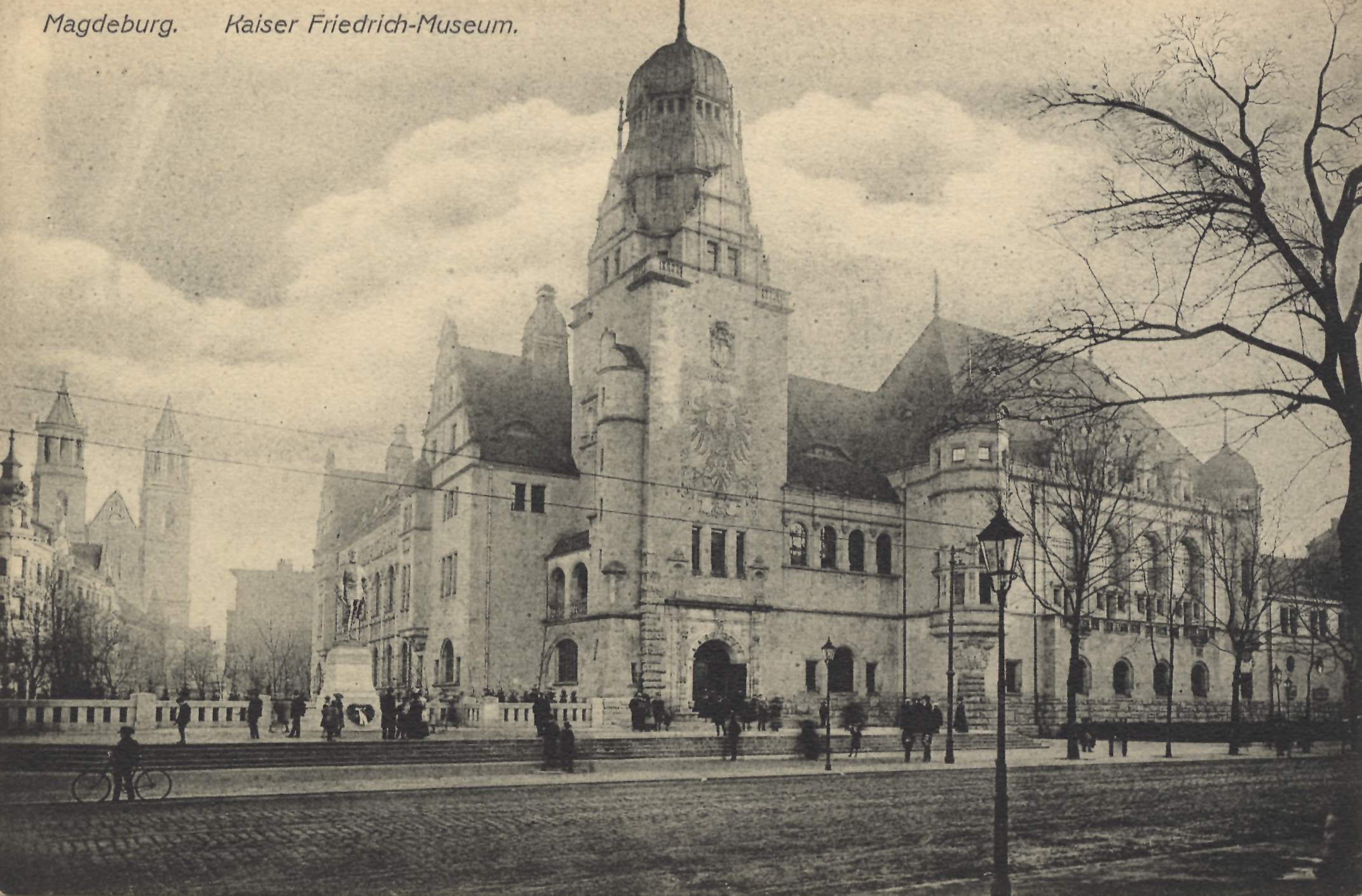
A Kultúrtörténeti múzeumm Magdeburgban
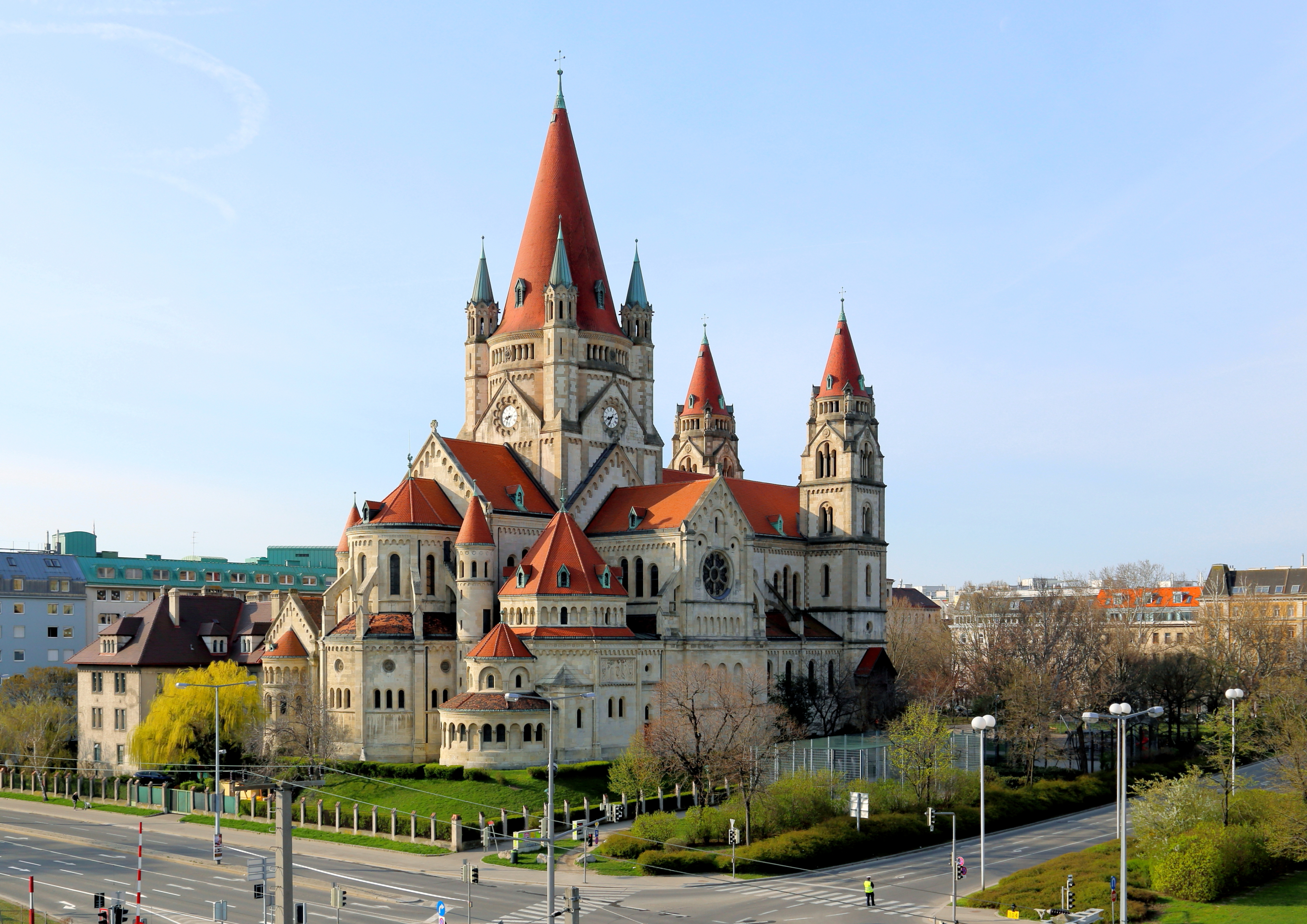
A Franz-von-Assisi-Kirche a Leopoldstadtban (1902–1913)

## Publikációi
- A. Kirstein: Zum Wettbewerb für den Umbau des Hotels Meissl & Schaden auf dem neuen Markt in Wien. In: WBIZ 15.1897, S.142f
- A. Kirstein / F. Ohmann: Museum für Kunst und Gewerbe in Magdeburg. In: Der Architekt 7.1901, S.37ff
- A. Kirstein: Die Kaiserin Elisabeth-Gedächtniskapelle in Wien. In: Das Rote Kreuz. 24.1908, Nr.5, S.125ff
- A. Kirstein: Architekt Julius Mayreder gest. In: ZÖIAV 63.1911, S.151f (mit Bild)
- A. Kirstein: Das neue städtische Amtshaus im 1.Bezirk. In: WBIZ 35.1918, S.81ff
- A. Kirstein: Architekt Josef Hackhofer. In: ZÖIAV 70.1918, S.84 (mit Bild)
- A. Kirstein: Pfarrkirche zum heiligen Franz von Assisi im 2.Bezirk, Donaustadt. In: Österreichische Bauzeitung (WBIZ) 36.1919, S.57ff
- A. Kirstein: Ein halbes Jahrhundert Stefansturm. In: profil 1.1933, S.246
- A. Kirstein: Erläuterung zu einem Kaiser-Franz-Josef-Denkmal-Projekt. Wien 1936